# Nymphargus buenaventura
Nymphargus buenaventura é uma espécie de anfíbio anuro da família Centrolenidae. Está presente no Equador. A UICN classificou-a como deficiente de dados.